# مهمانه
مهمانه (به ارمنی: Մեհմանա) یک منطقهٔ مسکونی در جمهوری آرتساخ است که در استان مارتاکرت واقع شده‌است. مهمانه ۲۷ نفر جمعیت دارد.